# Großer Preis von Österreich 1982
Der Große Preis von Österreich 1982 (offiziell XX Holiday Großer Preis von Österreich) fand am 15. August auf dem Österreichring in der Nähe von Zeltweg statt und war das 13. Rennen der Formel-1-Weltmeisterschaft 1982.

## Berichte

### Hintergrund
Da Didier Pironi, der Führende in der Weltmeisterschaft, aufgrund seiner am Wochenende zuvor beim Training zum Großen Preis von Deutschland erlittenen Verletzungen nicht mehr an der Formel-1-Weltmeisterschaft teilnehmen konnte, trat die Scuderia Ferrari mit nur einem Wagen für Patrick Tambay an.

### Training
Die beiden Brabham-Piloten Nelson Piquet und Riccardo Patrese qualifizierten sich souverän für die erste Startreihe. Mit einer um rund eine Sekunde langsameren Runde erreichte Alain Prost den dritten Startplatz neben Tambay und vor seinem Renault-Teamkollegen René Arnoux. Auf dem sechsten Platz folgte mit Keke Rosberg im Williams der erste Wagen ohne Turboaufladung.

### Rennen
Während die fünf Turbofahrzeuge sich sofort einen Vorsprung gegenüber dem restlichen Feld herausfuhren, ereignete sich weiter hinten eine Kollision zwischen Bruno Giacomelli, Derek Daly und Andrea de Cesaris, die zum Ausscheiden aller drei beteiligten Piloten führte. Am Ende der ersten Runde überfuhr Tambay ein aus dieser Kollision stammendes Trümmerteil, was einen Reifenschaden zur Folge hatte. Der dadurch erforderliche Boxenstopp warf ihn ans Ende des Feldes zurück.
In der zweiten Runde übernahm Patrese die Führung von Piquet. Elio de Angelis lag zu diesem Zeitpunkt als bester nicht-turbomotorisierter Fahrer auf dem fünften Rang. Er profitierte fortan während des gesamten Rennens von den technisch bedingten Ausfällen der vor ihm liegenden Turbo-Piloten. Arnoux schied in Runde 17 aufgrund eines Motorschadens aus. Die bereits seit dem Großen Preis von Großbritannien vorgesehene, damals völlig neue Strategie des Teams Brabham, mit halbvollem Tank und somit leichtem Wagen sowie weichen Reifen ins Rennen zu starten und dann einen von vornherein einkalkulierten Boxenstopp einzulegen, zeigte erstmals Wirkung, indem Patrese die Führung trotz des Boxenstopps nicht verlor. Er schied jedoch in Runde 28 ebenfalls wegen eines Motorschadens aus. Piquet hingegen hatte nach seinem Stopp Schwierigkeiten mit den neuen Reifen und konnte sich kaum von Rosberg absetzen. In der 32. Runde schied er aus, woraufhin Rosberg auf den inzwischen zweitplatzierten de Angelis aufschloss.
Als in der 49. Runde schließlich auch Prost aufgrund einer defekten Einspritzpumpe aufgeben musste, wurde das Duell zwischen de Angelis und Rosberg zu einem Duell um den Sieg. Für beide Piloten war dies eine Premiere. Beim vorletzten Passieren der Ziellinie hatte de Angelis noch einen Vorsprung von rund 1,6 Sekunden auf den in der Schlussphase deutlich schnelleren Rosberg. Während des letzten Umlaufs holte der Finne weiter auf und setzte sich auf der Start-Ziel-Geraden neben de Angelis. Dieser rettete einen Vorsprung von lediglich 0,05 Sekunden über die Linie.
Wie sich später herausstellte, war dies der letzte Sieg seines Teams, den Lotus-Gründer Colin Chapman erlebte. Es dauerte fast drei Jahre, bis das Team erneut einen Grand-Prix-Sieg erzielte, und zwar beim Großen Preis von Portugal 1985 durch Ayrton Senna.
Jacques Laffite erreichte als Dritter erstmals in dieser Saison einen Podestplatz. Vierter wurde Tambay vor Niki Lauda und Mauro Baldi.

## Meldeliste
| Team                           | Nr. | Fahrer             | Chassis        | Motor                    | Reifen |
| ------------------------------ | --- | ------------------ | -------------- | ------------------------ | ------ |
| Parmalat Racing Team           | 01  | Nelson Piquet      | Brabham BT50   | BMW M12/13 1,5 L4t       | G      |
| Parmalat Racing Team           | 02  | Riccardo Patrese   | Brabham BT50   | BMW M12/13 1,5 L4t       | G      |
| Team Tyrrell                   | 03  | Michele Alboreto   | Tyrrell 011    | Ford Cosworth DFV 3.0 V8 | G      |
| Team Tyrrell                   | 04  | Brian Henton       | Tyrrell 011    | Ford Cosworth DFV 3.0 V8 | G      |
| TAG Williams Team              | 05  | Derek Daly         | Williams FW08  | Ford Cosworth DFV 3.0 V8 | G      |
| TAG Williams Team              | 06  | Keke Rosberg       | Williams FW08  | Ford Cosworth DFV 3.0 V8 | G      |
| Marlboro McLaren International | 07  | John Watson        | McLaren MP4/1B | Ford Cosworth DFV 3.0 V8 | M      |
| Marlboro McLaren International | 08  | Niki Lauda         | McLaren MP4/1B | Ford Cosworth DFV 3.0 V8 | M      |
| Team ATS                       | 09  | Manfred Winkelhock | ATS D5         | Ford Cosworth DFV 3.0 V8 | G      |
| Team ATS                       | 10  | Eliseo Salazar     | ATS D5         | Ford Cosworth DFV 3.0 V8 | G      |
| John Player Team Lotus         | 11  | Elio de Angelis    | Lotus 91       | Ford Cosworth DFV 3.0 V8 | G      |
| John Player Team Lotus         | 12  | Nigel Mansell      | Lotus 91       | Ford Cosworth DFV 3.0 V8 | G      |
| Ensign Racing                  | 14  | Roberto Guerrero   | Ensign N181    | Ford Cosworth DFV 3.0 V8 | P      |
| Équipe Renault Elf             | 15  | Alain Prost        | Renault RE30B  | Renault EF1 1.5 V6t      | M      |
| Équipe Renault Elf             | 16  | René Arnoux        | Renault RE30B  | Renault EF1 1.5 V6t      | M      |
| Rothmans March Grand Prix Team | 17  | Rupert Keegan      | March 821      | Ford Cosworth DFV 3.0 V8 | A      |
| Rothmans March Grand Prix Team | 18  | Raul Boesel        | March 821      | Ford Cosworth DFV 3.0 V8 | A      |
| Fittipaldi Automotive          | 20  | Chico Serra        | Fittipaldi F9  | Ford Cosworth DFV 3.0 V8 | P      |
| Marlboro Team Alfa Romeo       | 22  | Andrea de Cesaris  | Alfa Romeo 182 | Alfa Romeo 1260 3.0 V12  | M      |
| Marlboro Team Alfa Romeo       | 23  | Bruno Giacomelli   | Alfa Romeo 182 | Alfa Romeo 1260 3.0 V12  | M      |
| Équipe Talbot Gitanes          | 25  | Eddie Cheever      | Ligier JS19    | Matra MS81 3.0 V12       | M      |
| Équipe Talbot Gitanes          | 26  | Jacques Laffite    | Ligier JS19    | Matra MS81 3.0 V12       | M      |
| Scuderia Ferrari SpA SEFAC     | 27  | Patrick Tambay     | Ferrari 126C2  | Ferrari 021 1.5 V6t      | G      |
| Arrows Racing Team             | 29  | Marc Surer         | Arrows A4      | Ford Cosworth DFV 3.0 V8 | P      |
| Arrows Racing Team             | 30  | Mauro Baldi        | Arrows A4      | Ford Cosworth DFV 3.0 V8 | P      |
| Osella Squadra Corse           | 31  | Jean-Pierre Jarier | Osella FA1D    | Ford Cosworth DFV 3.0 V8 | P      |
| Theodore Racing Team           | 32  | Tommy Byrne        | Theodore TY02  | Ford Cosworth DFV 3.0 V8 | G      |
| Toleman Group Motorsport       | 33  | Derek Warwick      | Toleman TG181C | Hart 415T 1.5 L4t        | P      |
| Toleman Group Motorsport       | 36  | Teo Fabi           | Toleman TG181C | Hart 415T 1.5 L4t        | P      |

## Klassifikationen

### Qualifying
| Pos. | Fahrer             | Konstrukteur    | Qualifikationstraining 1 | Qualifikationstraining 1 | Qualifikationstraining 2 | Qualifikationstraining 2 | Start |
| Pos. | Fahrer             | Konstrukteur    | Zeit                     | Ø-Geschwindigkeit        | Zeit                     | Ø-Geschwindigkeit        | Start |
| ---- | ------------------ | --------------- | ------------------------ | ------------------------ | ------------------------ | ------------------------ | ----- |
| 01   | Nelson Piquet      | Brabham-BMW     | 1:27,612                 | 244,158 km/h             | 1:28,398                 | 241,987 km/h             | 01    |
| 02   | Riccardo Patrese   | Brabham-BMW     | 1:27,971                 | 243,162 km/h             | 1:28,296                 | 242,267 km/h             | 02    |
| 03   | Alain Prost        | Renault         | 1:29,867                 | 238,032 km/h             | 1:28,864                 | 240,718 km/h             | 03    |
| 04   | Patrick Tambay     | Ferrari         | 1:29,522                 | 238,949 km/h             | 1:29,856                 | 238,061 km/h             | 04    |
| 05   | René Arnoux        | Renault         | 8:16,437                 | 43,089 km/h              | 1:30,261                 | 236,993 km/h             | 05    |
| 06   | Keke Rosberg       | Williams-Ford   | 1:31,108                 | 234,789 km/h             | 1:30,300                 | 236,890 km/h             | 06    |
| 07   | Elio de Angelis    | Lotus-Ford      | 1:32,686                 | 230,792 km/h             | 1:31,626                 | 233,462 km/h             | 07    |
| 08   | Michele Alboreto   | Tyrrell-Ford    | 1:31,814                 | 232,984 km/h             | 1:34,534                 | 226,280 km/h             | 08    |
| 09   | Derek Daly         | Williams-Ford   | 1:34,114                 | 227,290 km/h             | 1:32,062                 | 232,356 km/h             | 09    |
| 10   | Niki Lauda         | McLaren-Ford    | 1:33,005                 | 230,001 km/h             | 1:32,131                 | 232,182 km/h             | 10    |
| 11   | Andrea de Cesaris  | Alfa Romeo      | 1:33,353                 | 229,143 km/h             | 1:32,308                 | 231,737 km/h             | 11    |
| 12   | Nigel Mansell      | Lotus-Ford      | 1:34,070                 | 227,397 km/h             | 1:32,881                 | 230,308 km/h             | 12    |
| 13   | Bruno Giacomelli   | Alfa Romeo      | 1:34,431                 | 226,527 km/h             | 1:32,950                 | 230,137 km/h             | 13    |
| 14   | Jacques Laffite    | Ligier-Matra    | 1:34,530                 | 226,290 km/h             | 1:32,957                 | 230,119 km/h             | 14    |
| 15   | Derek Warwick      | Toleman-Hart    | 1:33,678                 | 228,348 km/h             | 1:33,208                 | 229,500 km/h             | 15    |
| 16   | Roberto Guerrero   | Ensign-Ford     | 1:34,796                 | 225,655 km/h             | 1:33,555                 | 228,648 km/h             | 16    |
| 17   | Teo Fabi           | Toleman-Hart    | 1:34,690                 | 225,908 km/h             | 1:33,971                 | 227,636 km/h             | 17    |
| 18   | John Watson        | McLaren-Ford    | 1:34,668                 | 225,960 km/h             | 1:34,164                 | 227,170 km/h             | 18    |
| 19   | Brian Henton       | Tyrrell-Ford    | 1:34,184                 | 227,121 km/h             | 1:36,228                 | 222,297 km/h             | 19    |
| 20   | Chico Serra        | Fittipaldi-Ford | 1:35,724                 | 223,467 km/h             | 1:34,187                 | 227,114 km/h             | 20    |
| 21   | Marc Surer         | Arrows-Ford     | 1:34,422                 | 226,549 km/h             | 1:34,579                 | 226,173 km/h             | 21    |
| 22   | Eddie Cheever      | Ligier-Matra    | 1:34,620                 | 226,075 km/h             | 1:34,815                 | 225,610 km/h             | 22    |
| 23   | Mauro Baldi        | Arrows-Ford     | 1:35,653                 | 223,633 km/h             | 1:34,715                 | 225,848 km/h             | 23    |
| 24   | Rupert Keegan      | March-Ford      | 1:36,274                 | 222,191 km/h             | 1:34,770                 | 225,717 km/h             | 24    |
| 25   | Manfred Winkelhock | ATS-Ford        | 1:35,666                 | 223,603 km/h             | 1:34,984                 | 225,208 km/h             | 25    |
| 26   | Tommy Byrne        | Theodore-Ford   | 1:35,318                 | 224,419 km/h             | 1:34,985                 | 225,206 km/h             | 26    |
| DNQ  | Raul Boesel        | March-Ford      | 1:35,149                 | 224,818 km/h             | 1:35,654                 | 223,631 km/h             | –     |
| DNQ  | Jean-Pierre Jarier | Osella-Ford     | 1:35,622                 | 223,706 km/h             | 1:35,206                 | 224,683 km/h             | –     |
| DNQ  | Eliseo Salazar     | ATS-Ford        | 1:35,581                 | 223,802 km/h             | 1:35,271                 | 224,530 km/h             | –     |

### Rennen
| Pos. | Fahrer             | Konstrukteur    | Runden | Stopps | Zeit        | Start | Schnellste Runde |
| ---- | ------------------ | --------------- | ------ | ------ | ----------- | ----- | ---------------- |
| 01   | Elio de Angelis    | Lotus-Ford      | 53     | 0      | 1:25:02,212 | 07    | 1:34,597         |
| 02   | Keke Rosberg       | Williams-Ford   | 53     | 0      | + 0,050     | 06    | 1:33,821         |
| 03   | Jacques Laffite    | Ligier-Matra    | 52     | 0      | + 1 Runde   | 14    | 1:36,845         |
| 04   | Patrick Tambay     | Ferrari         | 52     | 1      | + 1 Runde   | 04    | 1:34,298         |
| 05   | Niki Lauda         | McLaren-Ford    | 52     | 0      | + 1 Runde   | 10    | 1:37,252         |
| 06   | Mauro Baldi        | Arrows-Ford     | 52     | 0      | + 1 Runde   | 23    | 1:38,066         |
| 07   | Chico Serra        | Fittipaldi-Ford | 51     | 0      | + 2 Runden  | 20    | 1:40,015         |
| 08   | Alain Prost        | Renault         | 48     | 0      | DNF         | 03    | 1:34,457         |
| –    | John Watson        | McLaren-Ford    | 44     | 0      | DNF         | 18    | 1:38,330         |
| –    | Brian Henton       | Tyrrell-Ford    | 32     | 0      | DNF         | 19    | 1:36,790         |
| –    | Nelson Piquet      | Brabham-BMW     | 31     | 1      | DNF         | 01    | 1:33,699 (05.)   |
| –    | Tommy Byrne        | Theodore-Ford   | 28     | 0      | DNF         | 26    | 1:40,745         |
| –    | Marc Surer         | Arrows-Ford     | 28     | 1      | DNF         | 21    | 1:39,415         |
| –    | Riccardo Patrese   | Brabham-BMW     | 27     | 1      | DNF         | 02    | 1:33,736         |
| –    | Eddie Cheever      | Ligier-Matra    | 22     | 0      | DNF         | 22    | 1:38,878         |
| –    | Nigel Mansell      | Lotus-Ford      | 17     | 1      | DNF         | 12    | 1:38,306         |
| –    | René Arnoux        | Renault         | 16     | 1      | DNF         | 05    | 1:35,835         |
| –    | Manfred Winkelhock | ATS-Ford        | 15     | 0      | DNF         | 25    | 1:40,300         |
| –    | Derek Warwick      | Toleman-Hart    | 7      | 0      | DNF         | 15    | 1:36,586         |
| –    | Teo Fabi           | Toleman-Hart    | 7      | 0      | DNF         | 17    | 1:36,551         |
| –    | Roberto Guerrero   | Ensign-Ford     | 6      | 0      | DNF         | 16    | 1:39,016         |
| –    | Michele Alboreto   | Tyrrell-Ford    | 1      | 0      | DNF         | 08    | 1:47,930         |
| –    | Rupert Keegan      | March-Ford      | 1      | 0      | DNF         | 24    | 2:25,720         |
| –    | Derek Daly         | Williams-Ford   | 0      | 0      | DNF         | 09    | –                |
| –    | Andrea de Cesaris  | Alfa Romeo      | 0      | 0      | DNF         | 11    | –                |
| –    | Bruno Giacomelli   | Alfa Romeo      | 0      | 0      | DNF         | 13    | –                |

## WM-Stände nach dem Rennen
Die ersten sechs des Rennens bekamen 9, 6, 4, 3, 2 bzw. 1 Punkt(e). In der Fahrerwertung wurden die besten elf Resultate, in der Konstrukteurswertung alle Resultate gewertet.

### Fahrerwertung
| Pos. | Fahrer              | Konstrukteur                  | Punkte |
| ---- | ------------------- | ----------------------------- | ------ |
| 01   | Didier Pironi       | Ferrari                       | 39     |
| 02   | Keke Rosberg        | Williams-Ford                 | 33     |
| 03   | John Watson         | McLaren-Ford                  | 30     |
| 04   | Niki Lauda          | McLaren-Ford                  | 26     |
| 05   | Alain Prost         | Renault                       | 25     |
| 06   | Elio de Angelis     | Lotus-Ford                    | 22     |
| 07   | Riccardo Patrese    | Brabham-Ford / Brabham-BMW    | 19     |
| 08   | René Arnoux         | Renault                       | 19     |
| 09   | Patrick Tambay      | Ferrari                       | 19     |
| 10   | Nelson Piquet       | Brabham-Ford / Brabham-BMW    | 17     |
| 11   | Michele Alboreto    | Tyrrell-Ford                  | 14     |
| 12   | Eddie Cheever       | Ligier-Matra                  | 10     |
| 13   | Derek Daly          | Theodore-Ford / Williams-Ford | 7      |
| 14   | Nigel Mansell       | Lotus-Ford                    | 7      |
| 15   | Carlos Reutemann    | Williams-Ford                 | 6      |
| 16   | Gilles Villeneuve † | Ferrari                       | 6      |
| 17   | Jacques Laffite     | Ligier-Matra                  | 5      |
| 18   | Andrea de Cesaris   | Alfa Romeo                    | 5      |
| 19   | Jean-Pierre Jarier  | Osella-Ford                   | 3      |

| Pos. | Fahrer             | Konstrukteur               | Punkte |
| ---- | ------------------ | -------------------------- | ------ |
| 20   | Marc Surer         | Arrows-Ford                | 3      |
| 21   | Bruno Giacomelli   | Alfa Romeo                 | 2      |
| 22   | Eliseo Salazar     | ATS-Ford                   | 2      |
| 23   | Manfred Winkelhock | ATS-Ford                   | 2      |
| 24   | Mauro Baldi        | Arrows-Ford                | 2      |
| 25   | Chico Serra        | Fittipaldi-Ford            | 1      |
| 26   | Brian Henton       | Arrows-Ford / Tyrrell-Ford | 0      |
| 27   | Jochen Mass        | March-Ford                 | 0      |
| 28   | Slim Borgudd       | Tyrrell-Ford               | 0      |
| 29   | Raul Boesel        | March-Ford                 | 0      |
| 30   | Roberto Guerrero   | Ensign-Ford                | 0      |
| 31   | Derek Warwick      | Toleman-Hart               | 0      |
| 32   | Geoff Lees         | Theodore-Ford / Lotus-Ford | 0      |
| –    | Mario Andretti     | Williams-Ford              | 0      |
| –    | Teo Fabi           | Toleman-Hart               | 0      |
| –    | Riccardo Paletti † | Osella-Ford                | 0      |
| –    | Jan Lammers        | Theodore-Ford              | 0      |
| –    | Tommy Byrne        | Theodore-Ford              | 0      |
| –    | Rupert Keegan      | March-Ford                 | 0      |

### Konstrukteurswertung
| Pos. | Konstrukteur  | Punkte |
| ---- | ------------- | ------ |
| 01   | Ferrari       | 64     |
| 02   | McLaren-Ford  | 56     |
| 03   | Williams-Ford | 46     |
| 04   | Renault       | 44     |
| 05   | Lotus-Ford    | 29     |
| 06   | Brabham-Ford  | 19     |
| 07   | Brabham-BMW   | 17     |
| 08   | Ligier-Matra  | 15     |
| 09   | Tyrrell-Ford  | 14     |

| Pos. | Konstrukteur    | Punkte |
| ---- | --------------- | ------ |
| 10   | Alfa Romeo      | 7      |
| 11   | Arrows-Ford     | 5      |
| 12   | ATS-Ford        | 4      |
| 13   | Osella-Ford     | 3      |
| 14   | Fittipaldi-Ford | 1      |
| 15   | March-Ford      | 0      |
| 16   | Theodore-Ford   | 0      |
| –    | Toleman-Hart    | 0      |
| –    | Ensign-Ford     | 0      |